# العميل صفر (فلم)
 العميل صفر تدور أحداث الفيلم حول صفر عبد اللطيف شداد الهمم هو فرد أمن يتحول إلى العميل صفر في ظروف غامضة.
أكرم حسني يعمل حارس أمن باحدى الاماكن الخاصة لتنتقل الاحداث لظهوره بملابس حراسات خاصة في أكثر من مشهد، إذ يرتدي سماعة بدله وهو حلمه الذي يتمنى تحقيقه، إذ شهدت الاحداث العديد من المواقف الكوميدية التي يتعرض لها خلال أحداث العمل.

## أبطال الفيلم
يشارك أكرم حسني، وسيناريو وحوار وائل عبد الله، وإنتاج محمد محسن، إخراج كريم العدل، ويشارك أكرم حسني بطولة العمل بيومي فؤاد وأسماء أبو اليزيد ومصطفى غريب ومنذر رياحنة وفاطمة البنوي وفيدرا، أيمن طعمة، إسماعيل فرغلي، أيمن الشيوي.
على موعد طرحه، حيث تم تحديد الموعد بدور السينما في 16 أغسطس المقبل كما تم طرح بوسترات فردية لأبطال الفيلم.

## القصة
فيلم العميل صفر، تدور أحداث الفيلم في إطار كوميدي حول فرد أمن يحلم وهو «أكرم حسني» أن يكون بطلاً مثل جيمس بوند؛ لكنه يفشل في ذلك ويتعرض للعديد من المواقف الكوميدية.

## وصلات خارجية
- العميل صفر على موقع قاعدة بيانات الأفلام العربية